# Clambus fiaveolus
Clambus fiaveolus is een keversoort uit de familie oprolkogeltjes (Clambidae). De wetenschappelijke naam van de soort werd in 1965 gepubliceerd door Sebastian Endrödy-Younga.